# イザベル・ネヴィル
イザベル・ネヴィル（Isabel Neville, 1451年9月5日 - 1476年12月22日）は、薔薇戦争期のイングランドの女性。ヨーク朝のイングランド王エドワード4世の弟でリチャード3世の兄であるクラレンス公ジョージの妻。史料によっては名前をイザベラ（Isabella）とする場合もある。
父は第16代ウォリック伯兼第6代ソールズベリー伯で『キングメーカー』と呼ばれたリチャード・ネヴィル、母は第13代ウォリック伯リチャード・ド・ビーチャムの娘アン・ビーチャム。リチャード3世の妃アン・ネヴィルは妹、ヨーク公リチャードの妻でエドワード4世兄弟の母セシリー・ネヴィルは大叔母に当たる。
父に男子継承者がいなかったので爵位と所領を継承し、イザベル自身は政治関与はしなかったが、終生政治利用にさらされた。

## 生涯
1451年にウォリック伯リチャード・ネヴィルとアン・ビーチャム夫妻の長女としてウォリック城で生まれた。イザベルが4歳の1455年に薔薇戦争が勃発、この戦争で彼女の父はヨーク派の中心人物の1人として活躍する。
1460年にヨーク派の首魁であったヨーク公リチャードが祖父のソールズベリー伯リチャード・ネヴィルと共にウェイクフィールドの戦いで敗死すると、父はヨーク公の遺児で長男のエドワードを1461年にエドワード4世として即位させ、彼の弟でまだ幼かったクラレンス公ジョージとグロスター公リチャード（後のリチャード3世）は自身の居城であるミドルハム城に住まわせるなどしてヨーク派を支え続けた。
だが、エドワード4世の即位間もない1464年に、エドワード4世の結婚問題に端を発して父とエドワード4世が対立する。次第に冷遇されていく父はイザベルを王弟であるクラレンス公と結婚させようとする。しかし、キングメーカーと呼ばれたウォリック伯とクラレンス公が姻戚関係になれば、自身の王位を脅かすに違いないことを知っていたエドワード4世は、この結婚を頑なに拒否し続けた。
エドワード4世の承諾が得られなかったため、結局イザベルとクラレンス公は1469年に叔父のヨーク大司教ジョージ・ネヴィル（George Neville）の立会いの許、フランスのカレー（イングランド領）で内々に結婚してしまう。この時イザベルは18歳、彼女の最初の政治利用である。
こうして姻戚関係になったウォリック伯とクラレンス公は、1469年に同盟してエドワード4世に反旗を翻す。これがエッジコート・ムーアの戦いである。さらにウォリック伯は薔薇戦争の仇敵であるランカスター派とも同盟してエドワード4世に対抗するが、1471年のバーネットの戦いで戦死したため、彼が持っていた爵位と所領はイザベルが継承した。
この時代のイングランドの法律では、女性が爵位を継承した場合は、その夫は妻の爵位を代行できた。つまりこの場合は、クラレンス公がウォリック伯の広大な所領を引き継ぐことになった。クラレンス公はイザベルの死後もその権力を維持しようとする。これが彼女にとって2度目の政治利用である。
イザベルとクラレンス公の最初の子供は、死産か早世で育たなかった。1473年には長女マーガレットが生まれ、1475年にはエドワードが生まれた。しかし翌1476年、肺病かそれとも産後の経過が良くなかったかで、イザベルは死去した。毒殺されたという説もある。